# بیور (بلژیک)
شهر بیور (به فرانسوی: Bièvre) در شهرستان دینان (بلژیک) در استان نمور در منطقه فدرال والوون در کشور بلژیک واقع شده‌است.